# Station Conflans-Fin-d'Oise
Station Conflans-Fin-d'Oise is een station aan lijn A van de RER en de lijnen J en L van het spoornet van de Transilien, in de gemeente Conflans-Sainte-Honorine, op 300 m van het punt waar de Oise in de Seine uitkomt. Het station werd geopend in 1877. Het is een station met twee niveaus. Boven rijden de treinen van lijn J van de Transilien van Paris Saint-Lazare naar Mantes-la-Jolie, onder de treinen van lijn L van Paris Saint-Lazare naar Cergy en van de RER A van Chessy naar Cergy. Het station boven ligt op kilometerpunt 26,412 van de spoorlijn Paris-Saint-Lazare - Mantes-Station via Conflans-Sainte-Honorine en op kilometerpunt 25,744 van de spoorlijn Achères - Pontoise. 

## Treindienst
| Serie   | Treinsoort        | Route | Bijzonderheden |
| ------- | ----------------- | --- | -------------- |
| RER A   | RER (SNCF / RATP) | [ [ Cergy-le-Haut – Conflans-Fin-d’Oise – ] / [ Poissy – ] Maisons-Laffitte – ] / [ Saint-Germain-en-Laye – Rueil-Malmaison – Nanterre-Université – ] Nanterre-Préfecture – La Défense – Châtelet - Les Halles – Paris-Lyon – Vincennes – [ Fontenay-sous-Bois – La Varenne - Chennevières – Boissy-Saint-Léger ] / [ Val de Fontenay – Bry-sur-Marne – Noisy-le-Grand - Mont d’Est – Torcy – Marne-la-Vallée - Chessy ] |                |
| Trans J | Transilien (SNCF) | Paris Saint-Lazare – [ Argenteuil – [ Ermont - Eaubonne ] / [ Cormeilles-en-Parisis – Conflans-Sainte-Honorine – [ Pontoise – Boissy-l'Aillerie – Gisors ] / [ Conflans-Fin-d’Oise – Mantes-la-Jolie ] ] ] / [ Les Mureaux – Mantes-la-Jolie – Vernon - Giverny ] |                |
| Trans L | Transilien (SNCF) | Paris Saint-Lazare – Bécon-les-Bruyères – [ Nanterre-Université – Maisons-Laffitte – Conflans-Fin-d’Oise – Cergy-le-Haut ] / [ [ La Défense – Saint-Cloud – [ Versailles-Rive-Droite ] / [ Marly-le-Roi – Saint-Nom-la-Bretèche - Forêt de Marly ] ] |                |

| Richting                                    | Vorig station            | Lijn    | Volgend station     | Richting         |
| ------------------------------------------- | ------------------------ | ------- | ------------------- | ---------------- |
| Paris Saint-Lazare, via Argenteuil          | Conflans-Sainte-Honorine | Trans J | Maurecourt          | Mantes-la-Jolie  |
| Paris Saint-Lazare, via Nanterre-Université | Achères-Ville            | Trans L | Neuville-Université | Cergy-le-Haut    |
| Marne-la-Vallée - Chessy A4                 | Achères-Ville            | RER A   | Neuville-Université | Cergy-le-Haut A3 |